# Acqua sulfurea
Le acque sulfuree (o solfuree) sono tipi di acque che possiedono una quantità pari o superiore ad 1 mg di H2S per litro, il quale ne conferisce il classico odore, spesso definito “di uovo marcio”.
Si formano negli strati profondi della Terra in condizioni con temperature elevate, tendendo poi a risalire sotto forma di vapore (che può condensare formando un geyser) o come acqua calda.
Sono frequenti nelle aree interessate da attività vulcanica secondaria.

## Effetti sulla salute

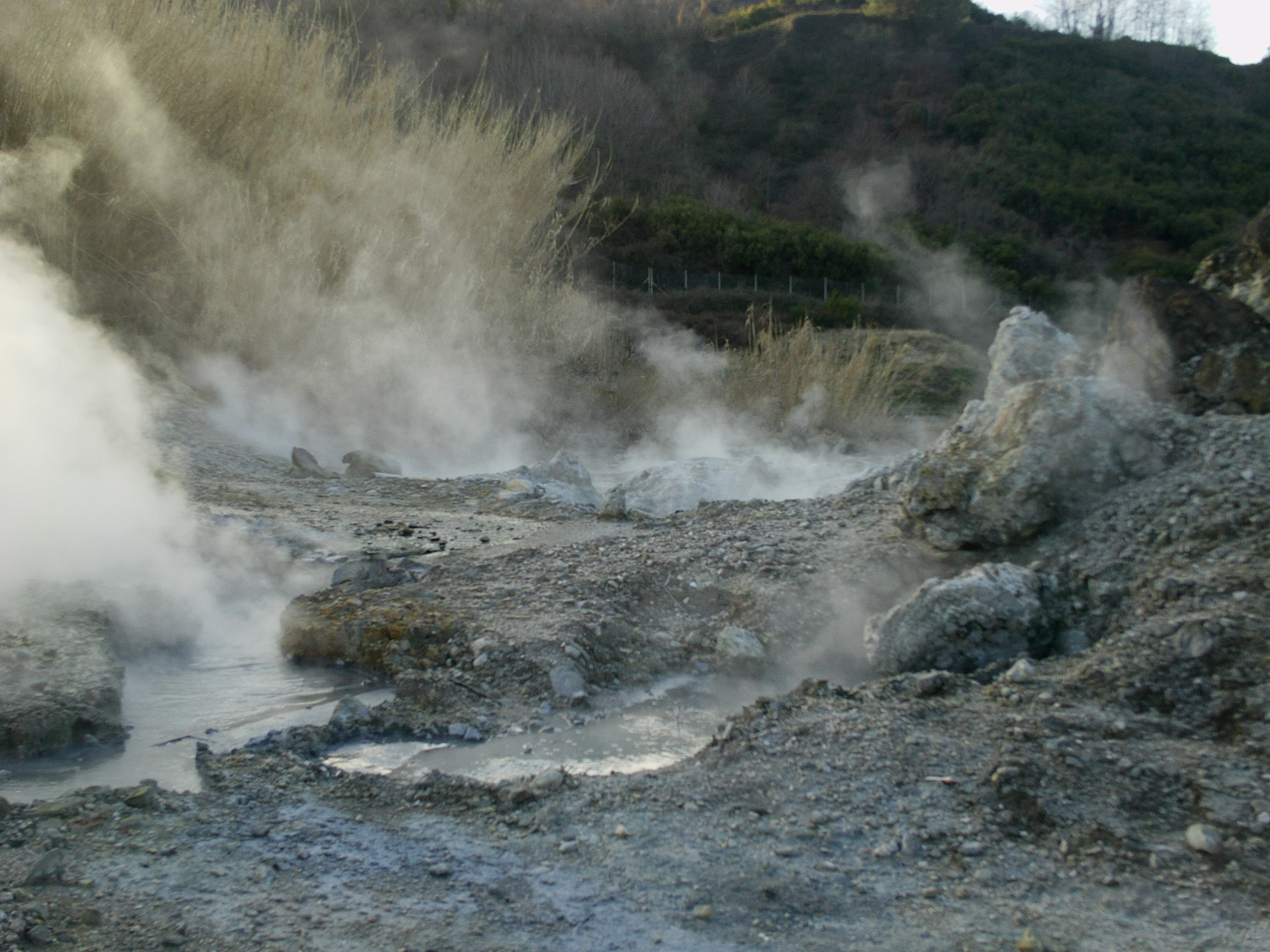
Acque termali di Sasso Pisano

Il loro utilizzo nelle terapie come i bagni, (ad esempio nell'idroterapia) è noto da secoli, e considerato valido rimedio per difendere l'organismo da stimoli infiammatori endogeni o infiammatori esterni, mentre se ingerita provoca un'azione modicamente lassativa sull'apparato digerente.
In Italia  le acque minerali solfuree hanno quasi sempre pH inferiore ad 8 e sovente contengono altri elementi, come anidride carbonica, calcio, sodio, alcuni cloruri, ioduri, bromuri o bicarbonati.
i trattamenti vengono effettuati presso numerosi stabilimenti termali, sia tramite trattamenti interni, come le cure idropiniche, le irrigazioni e l'aerosol, sia tramite trattamenti esterni, come i bagni termali o i fanghi.